# 하순봉
하순봉(河舜鳳, 1941년 10월 8일~)은 대한민국의 정치인으로, 제11·14·15·16대 국회의원을 지냈다. 본관은 진양(晉陽)이며 호(號)는 목림(牧林)이다.
1941년 경남 진주군 대곡면 단목리에서 7남매 중의 장남이 태어났고, 1966년 교사였으나, 1967년 문화방송 공채 신문 기자로 전향 입사한 그는 MBC 뉴스데스크(뉴스의 현장) 앵커로 활동하였으며, 1981년 MBC를 퇴사한 후, 정계 입문하여 민주정의당으로 제11대 국회의원을 지냈고, 무소속과 신한국당, 한나라당으로 제14~16대 국회의원을 지냈다.

## 학력
- 대곡초등학교 전학
- 금산초등학교 전학
- 인천검암초등학교 졸업
- 진주중학교 졸업
- 1960년 진주고등학교 졸업
- 1964년 서울대학교 독어교육과 졸업
- 1965년 서울대학교 행정대학원 수료
- 1983년 건국대학교 대학원 정치외교학과 정치학 석사
- 1987년 건국대학교 대학원 정치외교학과 정치학 박사
- 1990년 미국 채프먼 대학교 대학원 국제정치학과 정치학 석사

## 경력
- 1966년 ~ 1967년 진주고등학교 교사, 진주간호전문대학 독일어, 영어 담당 강사
- 1967년 9월 문화방송 보도국 견습기자 입사(공채 4기)
- 1968년 ~ 1969년 문화방송 사회부 사건기자
- 1969년 ~ 1971년 서울특별시청 출입기자
- 1971년 ~ 1973년 사회부 사건 기사 팀장, 서울시 경찰국 출입기자
- 1976년 ~ 1977년 문화방송 보도국 편집부 차장
- 1977년 ~ 1978년 문화방송 보도국 사회부 차장, 내무부 출입기자
- 1978년 ~ 1981년 MBC 뉴스데스크 앵커
- 1978년 ~ 1981년 문화방송 정치부장
- 1981년 문화방송 퇴사 및 정계 입문
- 1981년 4월 ~ 1983년 국회 외무위원회 위원, 간사, 평화통일 위원
- 1981년 ~ 1984년 민정당 정책위 외교분과위원회 부위원장
- 1983년 민정당 직능국 국장,원내부총무 겸 의원실 실장
- 1984년 10월 ~ 1986년 8월 국무총리 비서실 실장
- 1986년 8월 ~ 1987년 12월 한국방송광고공사 사장
- 1989년 진주천년기념사업회 이사장
- 1989년 한국사회발전연구회 회장
- 1992년 2월 아시아.태평양의원연맹(APPU) 부회장
- 1992년 5월 1995년 12월 민자당 국회의원
- 1992년 6월 민자당 원내부총무
- 1992년 7월 ~ 1994년 6월 국회 운영위원회 위원
- 1992년 7월 ~ 1994년 6월 국회 내무위원회 위원
- 1992년 7월 민자당 민주자유청년봉사단 총단장
- 1992년 10월 민자당 선거대책본부 청년단 단장
- 1992년 10월 한불가리아친선협회 부회장
- 1993년 5월 화수회(진주,진양하씨 대종문회) 회장
- 1993년 5월 ROTC 예비역중앙회 부회장
- 1993년 6월 국회 예산결산특별위원회 비경제분과 위원장
- 1993년 12월 ~ 1994년 5월 민자당 대변인
- 1994년 아태의원연맹 부회장
- 1994년 6월 국회 건설위원회 위원
- 1995년 2월 민자당 국제협력위원장
- 1995년 8월 민자당 제3정책조정위원장
- 1995년 12월 ~ 1996년 5월 신한국당 국회의원
- 1995년 12월 신한국당 제3정책조정위원회 위원장
- 1996년 7월 1997년 8월 신한국당 당무위원
- 1996년 7월 ~ 1998년 8월 국회 운영위원회 위원
- 1996년 7월 ~ 1998년 8월 국회 통신과학기술위원회 위원
- 1996년 8월 국회 한모로코친선협회 회장
- 1996년 9월 ~ 1997년 3월 21일 신한국당 원내수석부총무
- 1997년 3월 21일 ~ 1997년 9월 3일	신한국당 대표비서실 실장
- ~ 1997년 11월 신한국당 경남 진주을지구당 지구당위원장
- 1997년 10월 8일 1997년 11월 신한국당 총재운영특보
- 1997년 11월 ~ 2000년 5월 한나라당 국회의원
- 1997년 11월 1998년 4월 한나라당 원내 수석부총무
- 1997년 11월 ~ 2000년 2월 한나라당 경남 진주을지구당 지구당위원장
- 1997년 11월 한나라당 운영담당 총재특별보좌역
- 1998년 4월 ~ 1998년 8월 한나라당 원내총무
- 1998년 4월 ~ 1998년 8월 국회 운영위원회 위원장
- 1998년 8월 ~ 1999년 2월 국회 행정자치위원회 위원
- 1998년 12월 ~ 1999년 8월 한나라당 총재비서실 실장
- 1999년 2월 한나라당 지명직 당무위원
- 1999년 2월 ~ 2000년 5월 국회 국방위원회 위원
- 1999년 8월 ~ 2000년 5월 한나라당 사무총장
- 2000년 1월 한나라당 4.13총선 공천심사특별위원회 심사위원
- 2000년 2월 한나라당 선거대책본부 본부장
- 2000년 2월 한나라당 경남 진주지구당 지구당위원장
- 2000년 2월 한나라당 중앙선거대책위원회 선거대책본부장
- 2000년 6월 ~ 2002년 5월 한나라당 부총재
- 2000년 6월 국회 행정자치위원회 위원
- 2000년 7월 한나라당 당연직 당무위원
- 2001년 국회 국방위원회 위원
- 2002년 5월 ~ 2003년 6월 한나라당 최고위원
- 2002년 5월 국회미래정책연구회 회장
- 2002년 5월 국회 한남아공의원친선협회 회장
- 2002년 5월 한나라당 불자회 회장
- 2003년 3월 ~ 2003년 7월 한나라당 언론대책특별위원회 위원장
- 2003년 국회 통일외교통상위 위원
- 2008년 2월 '일자리뉴스' 메인 앵커
- 2010년 6월 ~ 2017년 12월 경남일보 회장
- 2012년 2월 ~ 2017년 2월 새누리당 상임고문
- 2017년 2월 ~ 2020년 2월 자유한국당 상임고문
- 2020년 2월 ~ 2020년 9월 미래통합당 상임고문
- 2020년 9월 ~ 국민의힘 상임고문

## 수상
- 황조근정훈장

## 저서
- 에나이야기: 하순봉 칼럼
- 한국귀신 나와라: 하순봉 칼럼
- 명심보감이 다시 필요한 세상: 하순봉 칼럼
- 그래도 희망은 있다: 하순봉 칼럼집
- 하순봉 회고록: 나는 지금 동트는 새벽에 서 있다
- 하순봉 칼럼집: 나의 작은 대한민국

## 역대 선거 결과
|  | 35.6% |

|  | 40.26% |

|  | 60.68% |

|  | 64.77% |

|  | 52.18% |

## 소속 정당
| 소속 정당 | 소속 정당  | 소속 기간 | 비고           |
| --------- | ---------- | --------- | -------------- |
|           | 민주정의당 | 1981~1990 | 창당 정계 입문 |
|           | 민주자유당 | 1990~1992 | 합당           |
|           | 무소속     | 1992      | 탈당           |
|           | 민주자유당 | 1992~1995 | 복당           |
|           | 신한국당   | 1995~1997 | 당명 변경      |
|           | 한나라당   | 1997~2004 | 합당           |
|           | 무소속     | 2004~2007 | 탈당           |
|           | 한나라당   | 2007~2012 | 복당 정계 은퇴 |
|           | 새누리당   | 2012~2017 | 당명 변경      |
|           | 자유한국당 | 2017~2020 | 당명 변경      |
|           | 미래통합당 | 2020      | 합당           |
|           | 국민의힘   | 2020~현재 | 당명 변경      |

## 같이 보기
- 대한민국 제11대 국회의원 선거 민주정의당 후보 목록#전국구
- 진주시 (1988년 선거구)
- 진주시 을 (1996년 선거구)
- 진주시 (2000년 선거구)
- 진주시의 국회의원
- 대한민국의 국무총리비서실장

## 가족 관계
- 할아버지(~1973년)
- 할머니: 재령 이씨(~1961년)
- 아버지: 하만관(河萬觀, 1918년 10월 6일~1986년 8월 23일)
- 어머니: 강증순(姜曾順, 1918년 10월 20일~1992년 3월 21일)
- 배우자: 박옥자(朴玉子, 1942년 4월 9일~)
  - 딸: 하정민(河政旼, 1970년 2월 5일~)
    - 사위: 최승재(崔承齋, 불명~2009년 8월 8일)

  - 아들: 하종훈(河宗勳, 1972년 5월 15일~)
    - 며느리: 이혜경
      - 손자: 하수종(河秀宗, 2005년 2월 18일~)
- 여동생: 하영혜(~2009년 5월 30일)